# Derangement
In de combinatoriek, een deelgebied van de wiskunde, is een derangement (van Frans: déranger, verstoren) een permutatie van de elementen van een verzameling waarbij geen van de elementen op z'n plaats blijft. Een derangement is dus een permutatie zonder dekpunt.
Het aantal mogelijke derangementen van {\displaystyle n} elementen is gedefinieerd als de subfaculteit {\displaystyle !n} van {\displaystyle n}. Men noteert dit aantal ook als {\displaystyle D_{n}} of {\displaystyle d_{n}} en spreekt van derangementgetal of montmortgetal. Tot nu toe is er geen standaard notatie voor de subfaculteit; ook de notatie {\displaystyle n}¡ wordt wel gebruikt in plaats van {\displaystyle !n}.
Het probleem van het tellen van het aantal derangementen werd in 1708 voor het eerst beschouwd door Pierre Raymond de Montmort, die het probleem oploste in 1713, ongeveer tegelijkertijd met Nicolaas Bernoulli.